# Pablo de Céspedes
Pablo de Céspedes, est un artiste peintre, sculpteur, architecte, humaniste et poète espagnol, né en 1538 à Cordoue où il est mort le 26 juillet 1608.
Il est l'un des représentants les plus importants de l'école de Cordoue pendant le dernier tiers du XVIe siècle, période du Siècle d'or espagnol.

## Biographie
Fils d'Alonzo de Céspedes de souche noble et d'Olaya Arroyo, Pablo est né dans la maison de son grand-oncle, chanoine de la cathédrale, ou il est élevé jusque l'âge de dix-huit ans.

### Éducation
En 1556 il entame de brillantes études à l'université d'Alcalá de Henares qui font de lui un véritable humaniste.

### Formation artistique
Céspedes étudie la peinture sous la tutelle de Luis de Vargas, un peintre maniériste espagnol. Il est également influencé par les œuvres d'artistes italiens de la Renaissance.

### Carrière
Vers 1559, il entreprend un premier voyage en Italie et séjourne à Rome, il y retourne une seconde fois (les dates et la durée sont imprécises). C'est en Italie qu'il sent naître sa vocation nouvelle et qu'il rajoute la culture des arts à celle des lettres. Il se lie d'amitié avec Federico Zuccari et travaille dans son atelier sous sa direction.
De retour en Espagne, il s'installe comme chanoine à Cordoue mais se rend à maintes reprises à Séville, où il fréquente l'Académie de Juan de Mal Lara (es) et de Francisco Pacheco.
En 1587, il peint à Guadalupe avec Federico Zuccari le retable de la chapelle Sainte-Anne dans un pur style romaniste. Le Retable de la Cène et celui de Sainte Anne ont des accents plus personnels : éclairage latéral, lourdes draperies, nature morte au premier plan annoncent l'école andalouse du début du XVIIe siècle.
Pablo de Céspedes doit sa célébrité à ses écrits théoriques, dont les principaux sont le Discours sur la comparaison de l'art antique et moderne (1604) et le Poème de la Peinture, publié par Francisco Pacheco dans son Art de la peinture, paru en 1649. Ces ouvrages, qui témoignent de l'érudition de leur auteur, firent connaître à l'Espagne les peintres italiens.
Ses contemporains ont loué dans sa peinture les coloris qui l'apparentent au Corrège, mais les œuvres qui nous sont parvenues sont plus proches de Michel-Ange que du maître de Parme (Nativité, chapelle de la Descente de Croix, Rome, église de la Trinité-des-Monts).
L'œuvre artistique de Pablo de Céspedes comprend des peintures religieuses, des portraits et des œuvres allégoriques. Il laisse une marque significative sur la scène artistique espagnole de son époque, contribuant à la transition entre le maniérisme et le début du baroque en Espagne. De nombreux tableaux de Céspedes sont aujourd'hui disparus ou peut-être attribués à d'autres peintres, les œuvres encore répertoriées sont donc de ce fait d'une extrême rareté.

## Œuvres
(liste non exhaustive, par ordre chronologique)
| Tableau             | Titre                                    | Date d'exécution | Support et dimensions          | Notes | Lieu de conservation                                    |
| ------------------- | ---------------------------------------- | ---------------- | ------------------------------ | ----- | ------------------------------------------------------- |
|                     | Sainte Anne, la Vierge et l'enfant Jésus |                  | huile sur toile                |       | Monastère royal de Santa María de Guadalupe             |
|                     | Annonciation de la Vierge Marie          | ca 1575-1600     | huile sur toile 370 × 240 cm   |       | Académie royale des beaux-arts Saint-Ferdinand à Madrid |
| Assomption cespedes | Assomption de la Vierge Marie            | ca 1578-1580     | huile sur toile 224 × 127,5 cm |       | Musée des beaux-arts de Cordoue                         |
|                     | La Sainte Cène                           | ca 1593-1595     | Fresque                        |       | Mosquée-cathédrale de Cordoue                           |
| Cespedes-limbo      | Descente du Christ dans les limbes       | ca 1600          | huile sur panneau              |       | Musée d'art d'Indianapolis                              |
|                     | Le Christ servi par les anges            | ca 1600          |                                |       | Palais Royal de Madrid                                  |
|                     | Apparition de la Trinité à Saint Ignace  | ca 1600-1604     | huile sur toile 335 × 215 cm   |       | Université de Séville                                   |
|                     | Saint Sébastien                          | ca 1600          | huile sur toile 94,5 × 74,5 cm |       | Localisation inconnue                                   |
|                     | St Jean -Baptiste                        | ca 1600          | huile sur toile 82 × 37 cm     |       | Collection privée                                       |
|                     |                                          | ca 1600          | dessin                         |       | Localisation inconnue                                   |
|                     | Saint Paul                               | ca 1600          | dessin                         |       | Localisation inconnue                                   |
|                     | Saint Jérome                             | ca 1600          | dessin                         |       | Localisation inconnue                                   |